# NGC 675
NGC 675 је спирална галаксија у сазвежђу Ован која се налази на NGC листи објеката дубоког неба.
Деклинација објекта је + 13° 3' 35" а ректасцензија 1h 49m 8,5s. Привидна величина (магнитуда) објекта NGC 675 износи 14,4 а фотографска магнитуда 15,3. NGC 675 је још познат и под ознакама UGC 1273, MCG 2-5-41, CGCG 437-37, PGC 6665.